# Oftalmozaury
Oftalmozaury (Ophthalmosauridae) – rodzina ichtiozaurów; jej przedstawiciele żyli w okresie jury i kredy.
Do rodziny oftalmozaurów zalicza się następujące rodzaje:
- Aegirosaurus
- Brachypterygius
- Caypullisaurus
- Nannopterygius
- Ophthalmosaurus
- Otschevia
- Paraophthalmosaurus
- Undorosaurus
- Platypterygius?